# Franz Gattermann
Franz Gattermann (* 25. Mai 1955 in Ried im Innkreis) ist ein ehemaliger österreichischer Skilangläufer.

## Werdegang
Gattermann, der für den Heeressportverein Ried startete, trat international erstmals bei den Junioren-Skieuropameisterschaften 1975 in Lieto in Erscheinung. Dort belegte er den 38. Platz über 15 km. Im folgenden Jahr errang er bei den Olympischen Winterspielen in Innsbruck den 58. Platz über 30 km. In der Saison 1981/82 holte er in Brusson mit dem 14. Platz über 30 km seine einzigen Weltcuppunkte und belegte bei den Nordischen Skiweltmeisterschaften 1982 in Oslo den 24. Platz über 30 km, den 16. Rang über 50 km und den zehnten Platz mit der Staffel. Bei den Olympischen Winterspielen im Februar 1984 in Sarajevo lief er auf den 31. Platz über 30 km, auf den 29. Rang über 50 km und zusammen mit Andreas Gumpold, Peter Juric und Alois Stadlober auf den 11. Platz in der Staffel. Seine letzten Rennen bei Nordischen Skiweltmeisterschaften absolvierte er im folgenden Jahr in Seefeld in Tirol. Dort belegte er jeweils den 31. Platz über 30 km und 50 km und den siebten Rang in der Staffel.
Bei österreichischen Meisterschaften siegte er in den Jahren 1980 und 1985 über 30 km. Zudem wurde er mehrfacher Meister mit der Oberösterreicher Skiverbandsstaffel. In der Saison 2006/07 war er Cheftrainer der österreichischen Nationalmannschaft der Skilangläufer.